# Ammoniumchloride
Ammoniumchloride (NH4Cl) is het ammoniumzout van waterstofchloride (HCl). Het is ook bekend onder de naam salmiak. Het is een wit kristallijn poeder dat zeer goed oplosbaar is in water.

## Etymologie
De naam salmiak is afgeleid van het Latijnse sal ammoniacum dat "zout van Amon" betekent. Het is een verwijzing naar de vroegste oorsprong van salmiakproductie in Egypte.

## Synthese
Ammoniumchloride kan bereid worden door de klassieke zuur-basereactie tussen ammoniak en zoutzuur:
{\displaystyle {\ce {NH3 + HCl -> NH4Cl}}}
Ammoniumchloride is een bijproduct van verschillende processen. Zo komt het bij het Solvayproces voor de productie van natriumcarbonaat (soda) vrij.
{\displaystyle {\ce {NaCl + CO2 + NH3 + H2O -> NaHCO3 + NH4Cl}}}
Ook bij sommige productiemethodes van kunstmest komt ammoniumchloride vrij:
{\displaystyle {\ce {2 KCl + (NH4)2SO4 -> K2SO4 + 2 NH4Cl}}}

## Ammoniumchloride in snoepgoed
Hoewel de grondstoffen, ammoniak (NH3) en waterstofchloride (HCl), zeer corrosief en toxisch zijn, vormen ze samen ammoniumchloride, een zout dat de basis vormt voor snoepgoed als drop, in het bijzonder salmiakdrop en "zwartwit".

## Experiment
Als experiment ter demonstratie van diffusie is de vorming van ammoniumchloride uit ammoniakgas en waterstofchloridegas bruikbaar. Door flessen met geconcentreerde oplossingen (ammonia en zoutzuur) van beide verbindingen in elkaars nabijheid open te zetten, vormt zich uit de kleurloze gassen direct de witte vaste stof op een vaste plaats tussen de twee flessen.